# 兴安内陆溪蟹
兴安内陆溪蟹（学名：Neilupotamon xinganense）为溪蟹科内陆溪蟹属的动物。在中国大陆，分布于广西等地，主要栖息于山溪上游石下。